# Аутомат за продају
Аутомат или вендинг машина је машина која избацује/прави робу када купац убаци довољно новца (најчешће кованице) у отвор да би купио жељену ставку. Вендинг машине могу продавати/правити разне артикле, на пример топле напитке, грицкалице и сокове. Аутомати су нарочито популарни у Јапану.

## Најчешћи примери

### Аутомати за храну и грицкалице
У свету постоје разне врсте аутомата за продају хране и грицкалица. Уобичајени су аутомати за продају хране који нуде храну дугог трајања, као што су чипс, колачићи, торте и друге сличне грицкалице. Неки аутомати за продају хране су расхлађени или замрзнути, као што су охлађена безалкохолна пића и сладоледи, а неки аутомати нуде топлу храну.

### Аутомати за карте
Аутомат за карте је аутомат који производи карте. На пример, аутомати за карте издају карте за воз на железничким станицама, карте за јавни превоз на метро станицама и карте за трамвај на неким трамвајским станицама и у неким трамвајима. Типична трансакција се састоји од корисника који користи интерфејс екрана да би изабрао врсту и количину карата, а затим бира начин плаћања било готовином, кредитном/дебитном картицом или паметном картицом. Карта или карте се затим штампају и издају кориснику.